# Paola Masino
Paola Masino (Pisa, 20 de maio de 1908 — Roma, 27 de julho de 1989) foi uma escritora, tradutora e libretista italiana. Em março de 1927, conheceu Massimo Bontempelli, trinta anos mais velho que ela, casado e com um filho, que se tornou seu companheiro de vida.

## Obras

### Romances
- Monte Ignoso, Bompiani, Milão, 1931; il Melangolo, Gênova, 1994, posfácio de Mauro Bersani; Francesco Rossi, Carrara, 2004
- Periferia, Bompiani, Milão, 1933; Oedipus editore, Salerno, 2016, introdução e curadoria de Marinella Mascia Galateria
- Nascita e morte della massaia, Bompiani, Milão, 1945; Bompiani, Milão, 1970, introdução de Cesare Garboli; la Tartaruga, Milão, 1982, introdução de Silvia Giacomoni, Isbn, Milão, 2009, com texto de Marina Zancan; Feltrinelli, 2019, prefácio de Nadia Fusini, notas de Elisa Gambaro; publicado no Brasil: “Nascimento e morte da dona de casa”, Ed. Instante, 2021, tradução de Francesca Cricelli)[3]
- Io, Massimo e gli altri. Autobiografia di una figlia del secolo, curadoria de Maria Vittoria Vittori, Rusconi Editore, Milão, 1995;
- Album di vestiti, introdução e curadoria de Marinella Mascia Galateria, Elliot, Roma, 2015.

### Contos
- Decadenza della morte, apresentação de Massimo Bontempelli, Alberto Stock, Roma, 1931;
- Racconto grosso e altri, Bompiani, Milão, 1941;
- Dialoghi della vita armonica, Editoriale Domus, Milão, 1942;
- Colloquio di notte, prefácio de Maria Rosa Cutrufelli, introdução e curadoria de Maria Vittoria Vittori, Edizioni La luna, Palermo, 1994;
- Cinquale ritrovato. Tre racconti, curadoria de Corrado Giunti, posfácio de Marinella Mascia Galateria, Francesco Rossi Editore, Carrara, 2004;
- Anniversario, curadoria e posfácio de Marinella Mascia Galateria, Elliot, Roma, 1916;

### Poesias
- Poesie, Bompiani, Milão, 1947;

### Libretos de ópera
- Viaggio d'Europa, do conto homônimo de Massimo Bontempelli, música de Vittorio Rieti. Primeira execução: Auditorium della Rai de Roma, 9 de abril de 1955.
- (com Bindo Missiroli) Vivì, drama lírico em 3 atos e 6 quadros, música de Franco Mannino, De Santis, Roma 1956; Curci, Milão, 1962. Primeira execução: Teatro San Carlo de Nápoles, 28 de março de 1957.
- Luisella, drama em 4 quadros do conto homônimo de Thomas Mann, música de Franco Mannino, Ricordi, Milão, 1969. Primeira execução: Teatro Massimo de Palermo, 28 de fevereiro de 1969.
- La Madrina, do conto homônimo de Oscar Vadislas de Lubicz Milosz, música de Cesare Brero. Primeira execução: Auditorium della Rai de Roma, 19 de julho de 1973.
- (com Beppe de Tomasi) O Retrato de Dorian Gray, drama em dois tempos e 8 quadros do romance homônimo de Oscar Wilde, música de Franco Mannino, Curci, Milão, 1974. Primeira execução: Teatro Massimo Bellini de Catânia, 12 de janeiro de 1982.

### Teatro
- (com Massimo Bontempelli) Il naufragio del Titanic, drama escrito entre 1928 e 1929;

### Tradução do francês
- Geneviève Tabouis, Sibari, I greci in Italia, Editore Sansoni, Florença, 1958;
- Valery Larbaud, A.O.Barnabooth: le sue opere complete: Il povero camiciaio, Poesie, Diario, Bompiani, Milão, 1969; Editore L'editore, 1990;
- Honoré de Balzac, La ragazza dagli occhi d'oro, Einaudi, Turim, 1977;
- (com Massimo Bontempelli) Stendhal, Ricordi di egotismo, Mina di Vanghel, Vanina Vanini, Curcio, Roma, 1978;
- J.A. Barbey d'Aurevilly, Il Cavaliere des Touches, Armando Curcio Editore, Roma, 1979;
- Hector Malot, Senza famiglia, Giunti Marzocco Editore, Florença, 1979;
- (com Gesualdo Bufalino), Madame de La Fayette, L'amor geloso. Tre racconti, Sellerio, Palermo, 1980.